# La Cumbre, Argentina
La Cumbre är en ort i Argentina.   Den ligger i provinsen Córdoba, i den centrala delen av landet, 700 km nordväst om huvudstaden Buenos Aires. La Cumbre ligger 1 146 meter över havet och antalet invånare är 7 235.
Terrängen runt La Cumbre är kuperad österut, men västerut är den platt. Närmaste större samhälle är La Falda, 11,8 km söder om La Cumbre. 
Trakten runt La Cumbre består i huvudsak av gräsmarker. Runt La Cumbre är det ganska tätbefolkat, med 80 invånare per kvadratkilometer.